# Kaple Panny Marie Bolestné (Karlovy Vary)
Kaple Panny Marie Bolestné, známá též pod názvem Mariánská kaple, byla postavena v roce 1689, podle jiného zdroje až v roce 1700. Původně barokní, později přestavěná v novogotickém stylu. Nachází se v lázeňských lesích za hotelem Pupp v Karlových Varech.

## Historie
Kaple byla zřízena v roce 1689 hraběnkou Terezií Šternberkovou, podle jiného zdroje ji dali v roce 1700 postavit hrabě ze Sternbergu a jeho choť za svého pobytu v lázních za bývalým Saským sálem, dnešním hotelem Pupp, na východním svahu Výšiny přátelství.
Kaple se od počátku těšila zájmu lázeňských hostů. Na své kresbě ji zachytil roku 1808 německý spisovatel Johann Wolfgang von Goethe.
O přestavbě a rozšíření kaple se uvažovalo již v polovině 18. století, byla však přestavěna až v letech 1885–1886, v novogotickém stylu. Po druhé světové válce upadla v zapomnění a postupně chátrala. V roce 1991 byla, tehdy již zcela zpustlá, celkově restaurována.

## Popis
Kaple je novogotická, obdélného půdorysu, krytá sedlovou střechou, na které je usazena úzká polygonální zvonička. Má dvojboce uzavřený presbytář. Vstupní průčelí je nad vchodem zakončeno trojúhelníkovým štítem s kruhovým oknem a pískovcovým křížem na vrcholu. Pod oknem je umístěna pamětní deska s nápisem v němčině. Na obou bočních stěnách kaple je kruhové okno s vitrážemi. Stěny presbytáře mají slepá obdélná okna.
Uvnitř je sklenuta křížově. Vnitřní zařízení bývalo současné s výstavbou. Později byl v presbytáři umístěn pouze dřevěný novogotický portálový oltář z 19. století bez doplňků.
Kaple stojí na terase přístupné dvouramenným schodištěm.